# Hoplopleura blanfordi
Hoplopleura blanfordi är en insektsart som beskrevs av Gaurav K. Mishra och Dhanda 1972. Hoplopleura blanfordi ingår i släktet Hoplopleura och familjen gnagarlöss. Inga underarter finns listade i Catalogue of Life.